# トップノイ・キウラム
トップノイ・キウラム（Topnoi Kiwram、1992年8月15日 - ）は、タイの男性総合格闘家、ムエタイ選手。BANGTAO MUAY THAI & MMA所属。元ムエタイ ラジャダムナン・スーパーバンタム級1位

## 来歴
ムエタイでは200戦以上を行い、ムエタイの最高権威である2大殿堂のラジャダムナンでスーパーバンタム級ランキング1位となり、若くしてムエタイ界のトップファイターとなる。
その後、23歳で総合格闘家に転向。6勝1敗でRIZINと契約。

### RIZIN
2018年7月29日、RIZIN初参戦となるRIZIN.11にてオニボウズと対戦し、パンチでダウンを奪われるもダウンを奪い返し、1分6秒でKO勝利を収めた。
2018年9月30日、RIZIN2戦目となるRIZIN.13にて、のちのRIZINバンタム級王者の朝倉海と対戦し、0-3の判定負け。
2019年6月2日、RIZIN.16でWSOFフライ級王者の中村優作と対戦し、0-3の判定負けを喫した。
2023年10月1日、RIZIN LANDMARK 6で元THE OUTSIDER50-55kg級王者の伊藤裕樹と対戦し、1-2の判定負け。

## 人物・エピソード
2022年までは、トップノイ・タイガームエタイのリングネームで活躍していた。

## 戦績
| 総合格闘技 戦績 | 総合格闘技 戦績 | 総合格闘技 戦績 | 総合格闘技 戦績 | 総合格闘技 戦績 | 総合格闘技 戦績 | 総合格闘技 戦績 |
| --------------- | --------------- | --------------- | --------------- | --------------- | --------------- | --------------- |
| 15 試合         | (T)KO           | 一本            | 判定            | その他          | 引き分け        | 無効試合        |
| 9 勝            | 6               | 0               | 3               | 0               | 0               | 0               |
| 6 敗            | 1               | 1               | 4               | 0               | 0               | 0               |

| 勝敗 | 対戦相手                             | 試合結果                                | 大会名                         | 開催年月日     |
| ×    | 伊藤裕樹                             | 5分3R終了 判定1-2                       | RIZIN LANDMARK 6               | 2023年10月1日  |
| ×    | ニャムジャルガル・トゥメンデムベレル | 5分3R終了 判定0-3                       | Road to UFC                    | 2023年5月27日  |
| ○    | ルリー・ラムリー・カラメ             | 1R 1:49 TKO（パンチ）                   | Bali MMA Canggu Fight Night 25 | 2023年3月18日  |
| ×    | パク・ヒョンソン                     | 1R 3:05 リアネイキッドチョーク          | Road to UFC: Abu Dabhi         | 2022年10月23日 |
| ○    | 堀内佑馬                             | 5分3R終了 判定3-0                       | Road to UFC                    | 2022年6月10日  |
| ○    | アイザック・ピメンテル               | 5分3R終了 判定0-0                       | UAE WARRIORS 13                | 2020年9月25日  |
| ×    | 中村優作                             | 5分3R終了 判定0-3                       | RIZIN.16                       | 2019年6月2日   |
| ×    | 朝倉海                               | 5分3R終了 判定0-3                       | RIZIN.13                       | 2018年9月30日  |
| ○    | オニボウズ                           | 1R 1:06 KO（右ストレート）              | RIZIN.11                       | 2018年7月29日  |
| ○    | エク・メク                           | 2R 1:20 TKO（サブミッションからパンチ） | FMD 14                         | 2017年7月1日   |
| ○    | モフド・ザキール                     | 1R N/A TKO（サブミッションからパンチ）  | TFC 2                          | 2017年4月1日   |
| ○    | ジェイソン・マーガロ                 | 5分3R終了 判定3-0                       | Primal FC                      | 2017年3月24日  |
| ○    | アントン・ラーソン                   | 1R 0:13 TKO（パンチ）                   | FMD 12                         | 2016年9月10日  |
| ○    | サウィッチ・マルアン                 | 1R 4:20 TKO（パンチ）                   | FMD 11                         | 2016年6月4日   |
| ×    | ヨッカイカエフ・フェアテックス       | 1R 4:14 KO（パンチ）                    | FMD 10                         | 2016年3月19日  |

### 試合映像
1. ↑  『【試合映像】朝倉海 vs. トップノイ・タイガームエタイ / Kai Asakura vs. Topnoi Tiger Muay Thai - RIZIN.13』RIZIN公式YouTubeチャンネル、2018年。

### 補足映像
1. ↑  『【番組】RIZIN CONFESSIONS #24（※試合映像＆朝倉海によるトップノイ・タイガームエタイ戦の試合振り返りドキュメンタリー番組）』RIZIN公式YouTubeチャンネル、2018年。
2. ↑  『【番組】RIZIN CONFESSIONS #134（※番組内で試合映像＆伊藤裕樹とトップノイ・キウラムによる試合振り返りドキュメンタリー番組）』RIZIN公式YouTubeチャンネル、2023年。